# Platystictidae
Platystictidae (лат.) — семейство стрекоз из подотряда равнокрылых. Насчитывает около 250 ныне живущих видов в составе 8 родов. 

## Распространение
Обитают в Азии, Центральной и Южной Америке. Большинство относящихся к семейству видов обитают около ручьев и рек в густых тропических лесах. Многие виды известны из единственной локации или имеют небольшой ареал. Возможно, ряд видов еще не описаны. Несколько ископаемых видов было описано из бирманского янтаря.

## Описание
У стрекоз из семейства Platystictidae узкие крылья, тонкое и удлинённое тело.

## Классификация
- Ceylonosticta Fraser, 1931
- Drepanosticta Laidlaw, 1917
- Palaemnema Selys, 1860
- Platysticta Selys, 1860
- Protosticta Selys, 1885
- Sinosticta Wilson, 1997
- Sulcosticta van Tol, 2005